# Соревнования военных патрулей на зимних Олимпийских играх 1928
На II зимних Олимпийских играх 1928 года соревнования военных патрулей проходили как демонстрационные. Дата проведения соревнований — 12 февраля 1928 года.

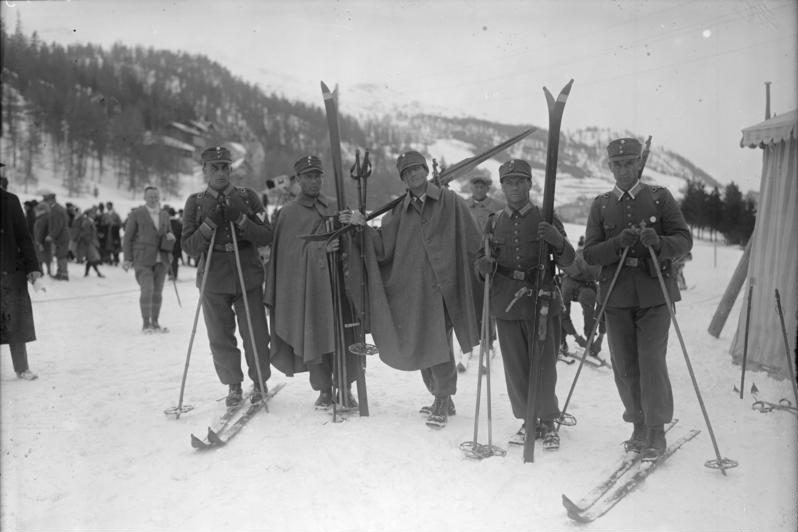
Немецкая команда

## Неофициальный медальный зачёт
| Позиция | Страна    | Золото | Серебро | Бронза | Общее число медалей |
| ------- | --------- | ------ | ------- | ------ | ------------------- |
| 1       | Норвегия  | 1      | 0       | 0      | 1                   |
| 2       | Финляндия | 0      | 1       | 0      | 1                   |
| 3       | Швейцария | 0      | 0       | 1      | 1                   |

## Итоги
| Место | Страна       | Спортсмен                                                              | Стрельба | Штраф (мин.сек.) | Время    |
| ----- | ------------ | ---------------------------------------------------------------------- | -------- | ---------------- | -------- |
| 1     | Норвегия     | Уле Имерслун Рейстад Лейф Скагнес Уле Стенен Рейдар Эдегорд            |          |                  | 3:50.47  |
| 2     | Финляндия    | Эйно Кувая Калле Туппурайнен Эско Ярвинен Вейкко Ханнес Руотсалайнен   |          |                  | 3:54.37  |
| 3     | Швейцария    | Фриц Кун Хуго Ленер Отто Фуррер Антуан Жюльен                          |          |                  | 3:55.04  |
| 4     | Италия       | Энрико Сильвестри Даниеле Пеллисьер Эрминио Конфортола Пьеро Макуиньяц |          |                  | 4:07.30  |
| 5     | Германия     | Франц Райтель Штефан Кистлер Йозеф Рем Людвиг Майер                    |          |                  | 4:15.025 |
| 6     | Чехословакия | Отокар Немецкий Йосеф Клоуцек Ян Бедрих Роберт Мёхвальд                |          |                  | 4:15.075 |
| 7     | Польша       | Збигнев Вуйцицкий Владислав Житкович Бронислав Чех Тадеуш Зайдель      |          |                  | 4:33.45  |
| 8     | Румыния      | Тома Калиста Константин Паску Йоан Рукэряну Йон Зэгэнеску              |          |                  | 5:00.16  |
| 9     | Франция      | Марсель Поршье К. Мандрийон Р. Жиндре М. Перрье                        |          |                  | 5:20.26  |